# رفا یوردا
رفا یوردا (انگلیسی: Rafa Jordà؛ زادهٔ ۱ ژانویهٔ ۱۹۸۴) بازیکن فوتبال اهل اسپانیا است.
از باشگاه‌هایی که در آن بازی کرده‌است می‌توان به باشگاه فوتبال هرکولس، باشگاه فوتبال بیجینگ رن، باشگاه فوتبال نومانسیا، باشگاه فوتبال لوانته، باشگاه فوتبال روبور سیه‌نا، باشگاه فوتبال راپید بخارست، باشگاه فوتبال دینامو تفلیس، و باشگاه فوتبال ووهان اشاره کرد.
وی همچنین در تیم ملی فوتبال کاتالونیا بازی کرده‌است.